# Prirétxnoie (Saràtov)
|  | Per a altres significats, vegeu «Prirétxnoie». |

Prirétxnoie (en rus: Приречное) és un poble de l'óblast de Saràtov, a Rússia, segons el cens del 2010 tenia 490 habitants. Pertany al districte municipal d'Atkarsk.